# 아즈미쿠쓰카케역
아즈미쿠쓰카케역(일본어: 安曇沓掛駅)은 일본 나가노현 오마치시에 위치한 동일본 여객철도 오이토 선의 철도역이다. 역 번호는 26번이며, 단선 승강장 1면 1선의 구조를 갖춘 지상역이다.

## 이용 현황
| 승차 인원 추이 | 승차 인원 추이 |
| 연도           | 1일 평균       |
| -------------- | -------------- |
| 2007           | 117            |
| 2010           | 118            |
| 2011           | 113            |

## 역 주변
- 국도 제147호선
- 다카세 강

## 역사
- 1915년 11월 2일 : 시나노 철도의 시나노마쓰카와 역 - 호토케자키 역 간이 개통해, 도키와쿠쓰카케역으로서 개업.
- 1916년 9월 18일 : 미나미마쓰모토 역을 마쓰모토 역에 통합해서 공동 사용역화해, 이 역 경유로의 여객 연락 수송을 개시.
- 1926년 1월 8일 : 시나노 철도가 전 노선 전철화해, 여객 열차를 전철화.
- 1937년 6월 1일 : 시나노 철도의 국유화. 동시에 아즈미쿠쓰카케역으로 개칭.
- 1957년 8월 15일 : 나카쓰치역 - 고타키역 간이 개통해서 전 노선 개통해, 오이토 선으로 개칭.
- 1987년 4월 1일 : 일본국유철도 분할 민영화에 의해, 동일본 여객철도가 승계.

## 인접 역
| 동일본 여객철도 오이토 선       | 동일본 여객철도 오이토 선 | 동일본 여객철도 오이토 선                      |
| ------------------------------- | ------------------------- | ---------------------------------------------- |
| 27 시나노마쓰카와 마쓰모토 방면 | ■ 오이토 선               | 시나노토키와 25 미나미오타리 · 이토이가와 방면 |